# Rammbock
Rammbock – niemiecko-austriacki film fabularny z 2010 roku, wyreżyserowany przez Marvina Krena.

## Nagrody i wyróżnienia
- 2010, Viennale:
  - nagroda Vienna Film w kategorii najlepszy film fabularny (nagrodzony: Marvin Kren)
- 2011, New Faces Awards, Germany:
  - nagroda New Faces w kategorii aktor (Theo Trebs; także za rolę w filmie Lekcja marzeń)

## Obsada
Źródło: Filmweb
- Michael Fuith – Michael
- Theo Trebs – Harper
- Anka Graczyk – Gabi
- Emily Cox – Anita
- Steffen Münster – Klaus